# Holstinjärvi
Holstinjärvi är en sjö i kommunen Suomussalmi i landskapet Kajanaland i Finland. Sjön ligger 219,7 meter över havet. Den är 6,6 meter djup. Arean är 46 hektar och strandlinjen är 5,15 kilometer lång. Sjön  ingår i Uleälvens huvudavrinningsområde.   Den ligger omkring 120 kilometer nordöst om Kajana och omkring 570 kilometer nordöst om Helsingfors. 
I sjön finns ön Holstinsaari. Holstinjärvi ligger norr om Karhujärvi. 